# Fornaka
Fornaka è un comune dell'Algeria, situato nella provincia di Mostaganem.